# Geert De Vos
Geert De Vos (Ninove, 6 oktober 1981) is een Belgische darter; zijn bijnaam is "Foxy".
In 2012 kon De Vos zich voor de eerste keer plaatsen voor het wereldkampioenschap darts, deze prestatie leidde tot een wildcard voor de Zuiderduin Masters. Tijdens dit toernooi verloor hij zijn eerste partij tegen de latere winnaar Scott Waites met 5-3.
Tijdens het wereldkampioenschap werd De Vos in de eerste ronde uitgeloot tegen Tony West, het elfde reekshoofd. De match ging naar De Vos met 3-1. In de tweede ronde verloor hij van Christian Kist met 2-4.
Een andere opmerkelijke prestatie was het gooien van een negendarter tijdens het Open van Denemarken van 2008, een toernooi waarin hij de finale zou verliezen tegen de Pool Krzysztof Ratajski.
In 2021 wist De Vos zijn tourcard bij de PDC te halen door op de eerste dag van de eindfase van Q-school gelijk dagwinnaar te worden.

## Resultaten op Wereldkampioenschappen

### BDO
- 2012: Laatste 16 (verloren van Christian Kist met 2-4)
- 2013: Laatste 16 (verloren van Scott Waites met 1-4)
- 2014: Laatste 16 (verloren van Jan Dekker met 2-4)
- 2015: Laatste 16 (verloren van Scott Mitchell met 2-4)
- 2016: Laatste 16 (verloren van Scott Waites met 3-4)
- 2017: Kwartfinale (verloren van Darryl Fitton met 4-5)
- 2018: Laatste 16 (verloren van  Richard Veenstra met 0-4)

### WDF

#### World Cup
- 2007: Halve finale (verloren van Robert Wagner met 1-4)
- 2011: Kwartfinale (verloren van Wayne Warren met 2-5)
- 2015: Laatste 128 (verloren van Rune David met 3-4)